# Ashikaga Yoshimitsu
Ashikaga Yoshimitsu (japanska 足利 義満) född den 25 september 1358, död den 31 maj 1408, var den tredje shogunen av Ashikaga-shogunatet. Han härstammade från Minamoto-ätten  och var sonson till shogunatets grundare Ashikaga Takauji och son till Ashikaga Yoshiakira. Han efterträdde fadern i samband med att denne insjuknade och dog 1367-1368 och var shogun fram till 1394.

## Karriär
Yoshimitsu utsågs till shogun 1368 vid tio års ålder. Vid tjugo års ålder utsågs han till huvudrådgivare vid det kejserliga hovet, Gon Dainagon 権大納言. 1381 blev han den förste av krigarätt som fick motta kejserligt besök i sitt hem.
Det blev Yoshimitsu som 1392 lyckades förhandla fram ett slut på Nanbokuchō (”Södra och Norra Hovet”), den kejserliga schism som pågått i drygt ett halvt sekel och delat hovet i en nordlig och en sydlig del. Han löste konflikten med diplomati istället för fler stridigheter. Södra hovet lurades att lägga ner sina vapen sedan han lovat att styret skulle alternera mellan hovet. Men han bröt sitt löfte och från 1392 var makten samlad hos shogunatet vid det norra hovet.
Två år senare utsågs han till statlig huvudrådgivare, Dajō daijin 太政大臣, och blev därmed den högst rankade tjänstemannen vid det kejserliga hovet.
När Yoshimitsu avgick till förmån för sin äldste son fortsatte han som “abdikerad shogun” att styra I kulisserna. I Kitayama-dono, dit han dragit sig tillbaka tog han emot sändebud från Korea och Kina vid ett flertal tillfällen och utformade en japansk-kinesisk handelsöverenskommelse som höll i över en århundrade. Av nöjda kinesiska tjänstemän kom Yoshimitsu "Kung av Japan" (Nippon Koku-Ō). 1407 började han verka för att få titeln "Dajō tenno" (太上天皇), en titel som förbehölls kejsare som dragit sig tillbaka. En tämligen djärv tanke eftersom han aldrig varit kejsare. Emellertid kom hans plötsliga bortgång i vägen för ett förverkligande.

## Shogun
Varken Takauji eller Yoshiakira hade kunnat göra anspråk på lojaliteten hos alla länsherrar på det sätt som Minamoto no Yoritomo kunnat. Deras kontroll över provinserna var mycket svag. Det var först med Yoshimitsu som shogunatet kunde ta kontrollen på allvar.
1367 dog Yoshiakiras broder Ashikaga Motouji. Yoshiakira själv blev allvarligt sjuk och avgick till förmån för Yoshimitsu. Denne blev den tredje shogunen i Ashikaga-shogunatet 1368. Dessförinnan hade också Yoshiakira avlidit. Tio år gammal får han Hosokawa Yoriyuki vid sin sida, som kanrei.
Mingdynastin upprättade diplomatiska förbindelser med shogunatet 1369 för att få kontroll över sjöröveriet på haven. Shogunatet förband sig att agera och fick förmånliga handelsavtal på köpet.
1379 kväste Yoshimitsu en revolt som haft sitt ursprung i de närastående familjerna Shiba, Toki och Kyogoku.
1394 avgick Yoshimitsu till förmån för sin äldste son, Ashikaga Yoshimochi. Han fortsätter att styra i bakgrunden i stort sett fram till sin plötsliga död 1408, 50 år gammal.

## Perioderna i Yoshimitsus shogunat
Shogunernas regeringstid brukar indelas i perioder eller eror (nengō). Under konflikten mellan det södra och norra hovet finns två olika periodindelningar.
Nanboku-chō södra hovet
- Shōhei  (1346–1370)
- Kentoku       (1370–1372)
- Bunchū  (1372–1375)
- Tenju       (1375–1381)
- Kōwa        (1381–1384)
- Genchū  (1384–1393)

Nanboku-chō norra hovet
- Ōan         (1368–1375)
- Eiwa     (1375–1379)
- Kōryaku      (1379–1381)
- Eitoku      (1381–1384)
- Shitoku     (1384–1387)
- Kakei        (1387–1389)
- Kōō         (1389–1390)
- Meitoku     (1390–1393)

Efter Nanboku-chō norra hovet
- Meitoku       (1393–1384)
- Ōei       (1394–1428)